# Ingrid Pira
Ingrid Pira (Mortsel, 2 mei 1958) is een Belgische politica voor Groen. 

## Levensloop
Ingrid Pira is de oudere zus van de actrice Ann Pira. Ze doorliep haar secundair onderwijs aan het Sint-Vicentiuslyceum te Mortsel, vervolgens studeerde ze in 1983 af als licentiate criminologie aan de KU Leuven. Nadien was Pira van 1983 tot 1985 buurtwerkster bij de vzw De Straatmus in Leuven. In 1985 richtte zij De Trommel op, een dagcentrum voor kinderen en jongeren in een instelling. Na haar periode bij De Straatmus was zij twee jaar lang secretaresse op een fiscaal adviesbureau en werd zij regionaal correspondent voor de krant De Morgen, waarvoor ze geregeld zittingen van de Leuvense gemeenteraad bijwoonde.
Ze kwam in 1989 bij de groene partij AGALEV terecht na een sollicitatie voor de betrekking van persattaché, een taak die ze tot in 1999 uitoefende. In 1997 kwam ze - na rotatie van fractieleider Paul Van Dyck - in de gemeenteraad van Mortsel terecht. Bij de gemeenteraadsverkiezingen in oktober 2000 was zij lijsttrekker voor AGALEV. Deze partij werd opnieuw de tweede grootste, dit keer nipt, maar zij behaalde de meeste voorkeurstemmen. Ze werd begin 2001 burgemeester in een coalitie gesloten met CVP en VU&ID. 
Het beleid van het college van Ingrid Pira werd in grote mate bepaald door de verkeersproblematiek in Mortsel. Deze stad ligt op een kruispunt van twee uitvalswegen uit de stad Antwerpen: de gewestweg N1 die Antwerpen met Mechelen en de gewestweg N10 die Mortsel met Lier en Diest verbindt. Bovenop is er nog de R11, de militaire baan, die Mortsel doorkruist.  Sinds 2003 en in de tien jaren die daarop volgden, zijn er door het Vlaamse Gewest in het kader van het Masterplan Antwerpen, samen met de stad, grote infrastructuurwerken uitgevoerd om deze wegen te moderniseren en verkeersveiliger te maken. Er werd meteen werk gemaakt van een meer fietsvriendelijke aanpak. Bovendien werd de tramlijn 15 doorgetrokken tot in het naburige Boechout. Een dossier dat onder meer door de lokale groenen al bijna veertig jaar eerder werd aangekaart.
Deze werken leidden tot grote verkeershinder en problemen voor de plaatselijke middenstanders. Er was veel protest bij de bewoners van Mortsel en de omliggende gemeenten. In de aanloop naar de gemeenteraadsverkiezingen van oktober 2006 werd een enquête gehouden, waarbij Ingrid Pira uitkwam als minst populaire burgemeester van Vlaanderen met een score van 3,91 op 10. Nochtans behaalde Pira bij de volgende lokale verkiezingen een overwinning met het grootst aantal voorkeurstemmen en kon zij het burgemeesterschap voortzetten, in coalitie met CD&V en N-VA. Vooraf ging Groen! wel in kartel met sp.a en spirit, die elk een schepenzetel verwierven. Pira bleef nu als enig Groen!-lid in het college. In de aanloop van de verkiezingen van 2012 werd beslist niet meer in kartel op te komen. Pira haalde weer het grootst aantal voorkeurstemmen, maar moest door een coalitievorming van winnaar N-VA met CD&V en sp.a in 2013 de burgemeesterssjerp doorgeven. Ze besloot echter wel in de gemeenteraad te blijven zetelen. Tussen 2018-2024 was Ingrid Pira fractieleider voor de fractie Groen, sinds 2025 is ze dat voor de fractie Groen Vooruit. 
In oktober 2010 werd zij als opvolger lid van de provincieraad van Antwerpen, waar ze bleef zetelen tot eind 2012. Van 2013 tot 2014 was ze ondersteuner van de lokale uitvoerende mandatarissen van Groen.
Bij de Vlaamse verkiezingen van mei 2014 stond Pira op de tweede plaats op de kieslijst voor de kieskring Antwerpen. Pira raakte verkozen als Vlaams Parlementslid en bleef dit tot in mei 2019. Ze werd er vast lid van de commissies Bestuurszaken, Binnenlands Bestuur, Inburgering en Stedenbeleid en van de deontologische commissie en plaatsvervangend lid in de commissies Mobiliteit en Openbare Werken, en de Controlecommissie voor de Verkiezingsuitgaven. Bij de verkiezingen van mei 2019 duwde ze de Kamerlijst in Antwerpen. Ze werd niet verkozen.
Sinds 2024 is Pira opnieuw provincieraadslid van Antwerpen.
Ze is gehuwd en heeft drie volwassen kinderen.